# Hhukwini
Hhukwini là một inkhundla của Eswatini, nằm ở vùng Hhohho. Vào năm 2007, dân số của nó là 9.837 người.